# Chawand
Chawand (चावंड) és una ciutat del districte d'Udaipur al Rajasthan, a pocs quilòmetres al sud d'Udaipur (Rajasthan) a mig camí entre aquesta ciutat i Dungarpur. És coneguda perquè un temps després de la victòria d'Akbar a Hadilghati (1576) fou la capital de Pratap Singh II (1572-1597) des del 1585 fins al 1597, i del seu successor Amar Singh I (1597-1620) fins al 1615. Tanmateix és coneguda com a centre de l'escola mewari de pintura. A la ciutat es troba el monument o memorial erigit per a Pratap, que fou incinerat al proper llogaret de Bandoli, a la riba d'un petit rierol.